# Полин сенявінський
Поли́н сеня́вінський (Artemisia senjavinensis) — рідкісна багаторічна рослина родини айстрових. Ендемік Чукотського півострова, названий за місцем зростання на честь протоки Сенявіна. Занесений до Червоної книги Росії.

## Опис
Галузистий напівчагарник 4-15 см заввишки, гілочки якого під час росту утворюють характерні щільні подушки. Вегетативні пагони вкорочені, розеткового типу, щільно вкриті залишками мертвого листя, білувато-сріблястого кольору від довгої, густої повсті. Листки сидять на стеблі по 3-5 штук, трійчастороздільні, на верхівках зубчасті. Їх довжина сягає 4-7 мм, ширина — 3-4 мм. Суцвіття — вузький дзвоникуватий кошик 4-6 мм завдовжки, 3-4 мм завширшки. Квітколоже голе. Квітки трубчасті, яскраво-жовті. Плід — вузька, обернено-яйцеподібна сім'янка завдовжки 2,5 мм.

## Поширення та екологія
Зустрічається лише на вузькій ділянці південно-східного узбережжя Чукотського півострова, а також на двох невеликих островах — Ітигран та Аракамчечен. Зростає на вершинах та опуклих ділянках схилів невисоких сопок, на ущільненому щебені, у купчастих та плямистих чагарничкових тундрах. На острові Ітигран займає також сухий край морських терас, на острові Аракамчечен зафіксовані лише поодинокі особини.
Є строгим кальцефітом. Нерідко утворює рослинні асоціації з дріадами. Розмножується насінням. Характерною особливістю цього виду є повільне зростання: через коротке прохолодне літо повного розвитку рослина досягає лише за два роки, а тому дуже потерпає від витоптування і поїдання домашніми оленями.

## Статус виду
Рідкісний вид з нечисельними популяціями. Для збереження цього унікального представника північної флори необхідно усунути антропогенне навантаження, створити заказники на островах Ітигран та Аракамчечен. На Алясці зростає близький вид — полин переломниковий (Artemisia androsacea), який іноді розглядають як географічну расу сенявінського полину. Вважається, що у період четвертинного зледеніння він поширився на Чукотський півострів через суходіл, який існував на місці сучасної Берингової протоки.

## Синоніми
- Ajania senjavinensis (Besser) Poljakov
- Artemisia androsacea Seem
- Artemisia glomerata Hook. & Arn.
- Artemisia semavinensis Besser.[2]